# Ронкофредо
Ронкофрѐдо (на италиански: Roncofreddo, на местен диалект Runfrèd, Рунъфред) е малко градче и община в северна Италия, провинция Форли-Чезена, регион Емилия-Романя. Разположено е на 314 m надморска височина. Населението на общината е 3397 души (към 2012 г.).